# Plus long vol sans atterrissage

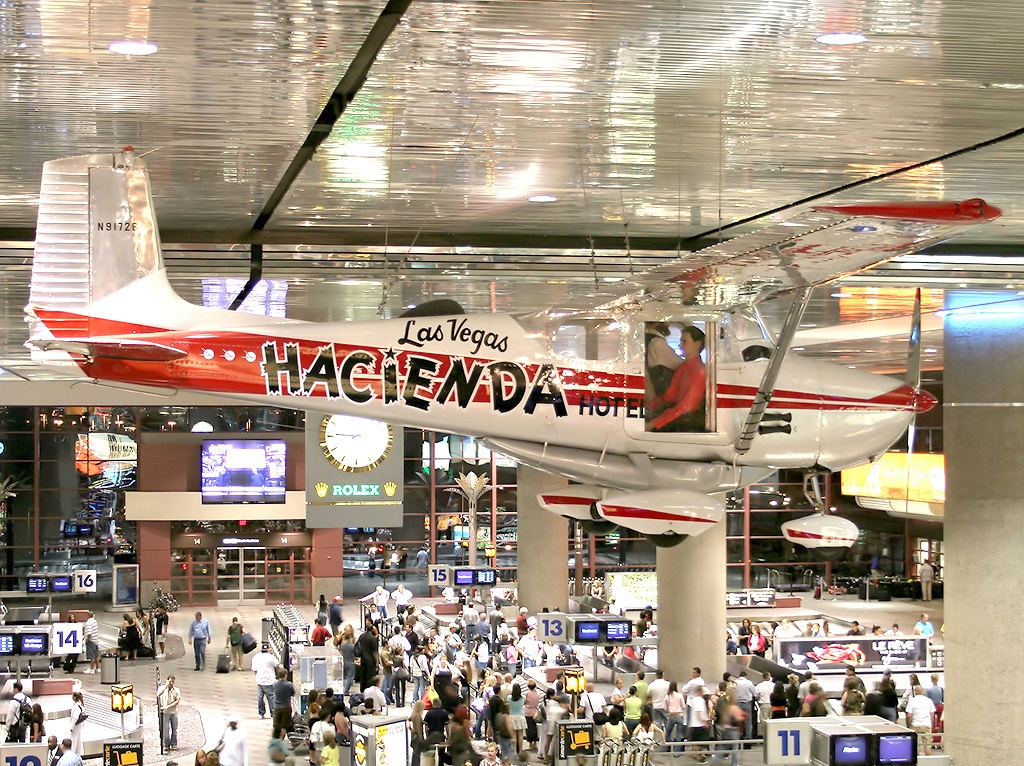
L'avion utilisé pour le record au plafond de l'aéroport de McCarran.

Le record de durée de vol sans atterrissage est effectué par les Américains Robert Timm et John Cook du 4 décembre 1958 au 7 février 1959 à bord d'un Cessna 172. Il s'agit d'une opération de marketing d'un casino de Las Vegas, l'Hacienda (en), qui entend récolter des fonds pour la fondation de recherche sur le cancer de Damon Runyon et, par là même, profiter des retombées médiatiques pour se faire davantage connaître.
Les deux hommes décollent de l'aéroport de McCarran et effectuent le vol le plus long sans atterrissage, d'une durée de 64 jours, 22 heures, 19 minutes et 5 secondes (soit environ 1 500 heures de vol), battant ainsi le précédent record qui était de 50 jours. La distance couverte pendant le vol est de plus de 240 000 km.

## Préparation du vol
Le casino-hôtel Hacienda (en) est construit en 1956 par Judy et Warren Bailey, qui souhaitent en faire le premier casino de Las Vegas où l’on peut aller en famille. Robert Timm, un employé travaillant comme mécanicien sur les machines à sous à l'Hacienda, suggère que Warren Bailey sponsorise un vol d'endurance pour promouvoir le casino. Ancien pilote de bombardier pendant la Seconde Guerre mondiale et très expérimenté, Robert Timm convainc les Bailey d'investir 100 000 dollars américains dans le projet (équivalents à 886 159 $ actuels).

### L'avion
La première étape est d'acheter un avion. Pour cela, Robert Timm demande conseil à un de ses amis, Irv Kuenzy, mécanicien à Alamo Aviation, à Las Vegas. Lorsqu'il lui demande s'il est intéressé par le projet, celui-ci répond : « bien sûr ».
Les deux hommes choisissent un Cessna 172 comptant 1 500 heures de vol, immatriculé N9172B. En effet, Kuenzy a déjà travaillé sur ce type d'avion et y est habitué. L'appareil est équipé d'un émetteur-récepteur Narco Omnigator Mk.II et d'un pilote automatique Mitchell.

### Modifications
Les deux hommes travaillent sur l'avion pendant un an.
Afin d'augmenter l'autonomie, un réservoir de carburant de 360 litres est installé derrière les sièges des pilotes. Il peut être rempli en vol depuis le sol grâce à un camion. Les deux réservoirs de 90 l d'origine, placés dans les ailes, sont alimentés depuis le premier réservoir grâce à une pompe électrique.
Le siège de droite est désinstallé, ainsi que tous les équipements esthétiques, de façon à permettre au pilote ne pilotant pas de dormir et de procéder aux manœuvres de remplissage. La porte est modifiée afin de permettre à celui-ci de se pencher dehors, sur une petite plateforme pouvant être déployée afin d'attraper le tuyau de remplissage, et également de nettoyer la verrière.
Un petit évier est installé à l'arrière pour permettre d'effectuer une toilette de base.
Une modification est également faite au niveau du circuit d'huile, afin de permettre la vidange sans coupure du moteur. 
Le moteur de l'appareil, comptant 450 heures de fonctionnement, est remplacé par un neuf. Irv Kuenzy contacte directement l'usine Continental Motors pour demander un moteur spécialement construit pour le record, mais découvrira plus tard comment le moteur spécial avait été préparé : le responsable des ventes aurait simplement demandé à une collègue de descendre sur la ligne de production et de choisir un moteur. Ce moteur « spécial » est ensuite envoyé à Timm et Kuenzy.
De plus, Robert Timm, également mécanicien, convainc Irv Kuenzy d'installer sur ce moteur un système d'injection d'alcool dans les cylindres, afin de ralentir leur encrassement.
Le nom du casino est inscrit sur le fuselage de l'avion, lui donnant son surnom : « Hacienda ».

## Premières tentatives
Les trois premiers vols sont abandonnés sur problèmes mécaniques. Le plus long durera 17 jours. Ne s'entendant pas avec le copilote sélectionné pour ces trois premiers vols, Timm décide de l'écarter du projet, et en cherche un autre. Pendant ce temps, deux autres pilotes, Jim Heth et Bill Burkhar, fixent un nouveau record de durée de vol à 1 200 heures soit 50 jours, à bord également d'un Cessna 172 nommé The Old Scotchman entre le 2 août et 18 septembre 1958 à Dallas.

## Quatrième tentative et record
Le nouveau copilote trouvé par Robert Timm à Alamo Aviation est John Wayne Cook, âgé de 33 ans, pilote de ligne et mécanicien, qui avait déjà travaillé sur l'avion lors des préparations des précédentes tentatives. 
Irv Kuenzy remplace le moteur « spécial » endommagé par l'ancien moteur, et démonte également le système d'injection d'alcool de Timm, sans le lui dire. 
Le 4 décembre 1958 à 15 h 52, Robert Timm et John Wayne Cook décollent de l'aéroport de McCarran, ayant reçu l'accord de la Federal Aviation Administration pour voler avec 180 kg de surcharge. Peu après le décollage, ils repassent au-dessus de l'aérodrome, afin qu'un technicien opérant depuis une voiture puisse peindre les pneus de l'avion en blanc, pour assurer qu'ils ne se posent pas pour tricher.
Les premiers jours de vol se déroulent dans un secteur proche de Las Vegas, afin de s'assurer du bon fonctionnement de l'avion. Ensuite, les pilotes se dirigent vers le Sud et Blythe, région moins montagneuse et d'altitude plus faible. Le vol s'effectue principalement au-dessus du désert, autour de Blythe, en Californie, et de Yuma, en Arizona, mais s'étend occasionnellement vers l'ouest jusqu'à Van Nuys et Los Angeles, pour faire de la publicité à la radio et à la télévision. 

### Ravitaillement
Le ravitaillement est assuré deux fois par jour par un camion Ford, prêté par l'entreprise Cashman Auto de Las Vegas. Deux rendez-vous quotidiens sont fixés par radio, sur une route sélectionnée et fermée par les autorités. L'avion doit alors voler à quelques mètres du sol pendant environ 3 minutes afin de remplir ses réservoirs. Cette opération sera répétée 128 fois pendant le vol, dont une fois de nuit, ce qui s'est avéré périlleux. 
Les vivres, huile moteur et autres produits nécessaires sont également treuillés à bord depuis une Ford Thunderbird décapotable.

### Problèmes techniques et fin du vol
Au 39e jour de vol, les premiers problèmes techniques surviennent, avec une panne de l'alternateur de l'Hacienda, privant les pilotes de chauffage, de lumière, et de la pompe électrique permettant de remplir les réservoirs des ailes depuis le réservoir central. Un aérogénérateur est installé, mais sa puissance est très limitée. Les pilotes doivent combattre le froid en s'enroulant dans des couvertures, et s'éclairer à l'aide de lampes torches et d'une guirlande de Noël alimentée par le générateur de secours. Pour transférer l'essence vers les ailes, ils doivent dès lors utiliser une pompe manuelle.
Le record de 50 jours est battu le 23 janvier. Mais Timm et Cook décident de continuer de voler autant qu'ils le pourront, afin de s'assurer que leur record soit difficile à battre. 
Le 7 février 1959, le moteur commence à lentement perdre de la puissance, ils décident donc d'atterrir. Juste avant l'atterrissage, la peinture blanche sur les roues est vérifiée, et aucune trace n'est trouvée. Ils atterrissent ensuite, sur le même aérodrome qu'à leur départ, après un vol de 64 jours, 22 heures et 19 minutes. Pendant ces quelque 1 558 heures de vol, ils ont parcouru près de 240 000 km,,,,.